# 山梨県立博物館
山梨県立博物館（やまなしけんりつはくぶつかん）は、山梨県笛吹市御坂町成田にある総合博物館である。
2005年（平成17年）10月15日に開館した。
愛称は甲斐とミュージアムをかけた「かいじあむ」。2018年現在、館長は守屋正彦である。前館長の平川南は名誉館長に就任した。
基本テーマは「山梨の自然と人」であり、自然系展示と歴史系展示を分けずに展示や資料の収集、調査研究活動、社会教育活動を行っている。常設展示は原始時代から現代という時系列に沿った展示であるが、観覧順序は自由動線であり、「水に取り組む」「信仰の足跡」といったテーマを設定した展示になっている。

## 沿革
山梨県は公共文化施設が未整備で「文化不毛の地」と評されていたが、戦後には郷土研究が活発化し、1961年（昭和36年）には山梨郷土研究会が発足した。山梨郷土研究会や諸研究会の活動により、山梨県の郷土研究や史跡や文化財の保存活動、自治体史の編纂事業などが行われ、県立博物館創設の気運が生まれた。
県立博物館創設の運動が具体化したのは1962年（昭和37年）で、老朽化していた旧睦沢小学校校舎の移転問題において起こった。旧睦沢小学校は現在の甲斐市亀沢に所在し、公民館として利用されていた。山梨郷土研究会や『山梨日日新聞社』関係者の間ではこの睦沢小学校を適切な地に移築して県立博物館として活用する案を提示し、解体された睦沢小学校の資料は甲府市善光寺の甲斐善光寺境内に保管された。翌1963年（昭和38年）には山梨県教育委員会において県立博物館条例が整備されるが、この案は実現せずに睦沢小学校は甲府市武田の武田神社境内に移築され、藤村記念館として甲府市の郷土資料館となった。なお、現在は藤村記念館は甲府市北口へ移築されている。
1968年（昭和43年）・1970年（昭和45年）には、山梨郷土研究会から山梨県に対して、新築移転した山梨県立図書館の休館を活用して県立博物館とする構想が陳情されたが、これも実現せずに終わった。
山梨県立図書館では功刀亀内が蒐集した「甲州文庫」をはじめとする郷土資料が保管されており、1978年に山梨県立美術館が開館し近代以前の美術資料を収集し、1982年（昭和57年）には山梨県立考古博物館が開館し考古資料収集の中心施設となり、これらが郷土研究の中心施設となっていた。
1990年（平成2年）には『山梨県史』編さん事業が開始され、再び県立博物館の構想が生まれた。同博物館の基本構想は、東八代郡御坂町（現・笛吹市御坂町）出身の歴史学者で館長に就任が予定されていた網野善彦が中心となって作られている。網野は開館前年に死去したが同博物館のコンセプトは“網野史観”を反映したものとなっており、山梨に暮らした民衆が、どのように自然と付き合ってきたかという部分に主眼が置かれている。
収蔵品は山梨県に関する山梨県立博物館では山梨県に関する資料を購入、寄贈、寄託の手段で幅広く収蔵しており、収蔵されている資料の点数は19万点に及ぶ。資料は歴史、民俗、考古、美術工芸、自然、画像映像、その他の分類で整理されており、特に山梨県立図書館から移管された「甲州文庫」「頼生文庫」「若尾資料」は全体で3万点を数えている。歴史・美術工芸・民俗など分野別や低湿度収蔵庫など大小8つの収蔵庫がある。
また、地域博物館として、収蔵品や企画展に関するツアーや年中行事に関するイベント、民俗芸能の実演などを実施している。開館初年度の企画展「やまなしの道祖神祭り」は山梨県内各地域の協力を得て多様な道祖神祭りの飾り物を展示し、道祖神祭りや芸能保存会への参加者が増加し、演目の復活など祭りの活性化にも繋がり、博物館活動が地域の民俗へも関わる試みとなった。
2012年（平成24年）には文化庁から公開承認施設に認定される。

## 調査・研究活動
- 「富士山と人々の歴史」平成17年度 - 継続

富士山をめぐる自然と人の関わりを総合的に解き明かすことを目的とした研究。「富士山の災害史と古環境」を研究テーマに各分野からの研究活動を行っている。
- 「楯無鎧の謎を探る」平成15-17年度

甲州市塩山上於曽の菅田天神社所蔵の国宝「小桜韋威鎧兜・大袖付」（楯無鎧）のレプリカ製作に際して、同鎧各部の甲冑史的な検討や、伝来経緯・意義に関する文献史学的な考察を展開。報告書においては実測データなどを掲載。
- 「古代の交易と道」平成18-平成19年度

古代甲斐国の交通・交易の様相に関して考古学・文献史学の両面から検討を行う。古代甲斐国における交通路の確定や、『山梨県史』において指摘された古代甲斐国が東山道と東海道の結節点にあたるとする平川南の指摘を受け各種論考が提言される。また、報告書では古代甲斐国の交通・交易に関する史料を集成している。
- 「歌川広重の甲州日記と甲府道祖神祭」平成19年度

天保12年（1841年）に甲斐を訪れ甲府道祖神祭りの幕絵製作を行った歌川広重が甲州旅行を記録した『甲州日記』に関する共同研究。報告書において『甲州日記』の全文・スケッチの翻刻と考察を含んだ注釈・現代語訳を掲載しているほか、広重の画業や広重の歩いた道中ルートの検証、甲府道祖神祭礼に関する論考を展開しているほか、広重の甲州関係作品や甲府道祖神祭関係資料、『甲州日記』に関係する各種データを集成している。
- 「甲斐の治水・利水と景観の変化」平成19-平成21年度

信玄堤に代表される甲府盆地の治水に関して、河川の流路変遷や耕地開発による景観の変化を検討する共同研究。収蔵する信玄堤絵図・村絵図類や検地帳の分析により調査データを作成し、堤防の形態的変遷や耕地の開発状況について検討した。また、治水技術の変遷や水害による村の移転、井堰の開発状況などについて考察を展開しており、報告書では調査データも掲載。
- 「甲斐金山における金製錬技術に関する自然科学的研究」平成20年度 - 平成23年度

甲斐金山から産出された金について科学的手法により技術的側面を検討する研究。黒川金山や勝沼氏館跡から出土した熔融物付着土器のX線調査などを実施。
- 「博徒の活動と近世甲斐国における社会経済の特質」平成21年度 - 平成24年度

甲斐国において活動した甲州博徒の活動を通じて社会経済・文化の特質を解明することを目的とする研究。報告書では甲州博徒に関する史料を集成し、三井卯吉や国分三蔵、黒駒勝蔵に関する新出史料を見出した。平成25年には企画展「黒駒勝蔵対清水次郎長」を開催し成果を一般に紹介。
- 「河口集落の歴史民俗的研究」
- 「日韓内陸地域における雑穀農耕の起源に関する科学的研究」
- 「甲斐の治水・利水技術と環境の変化」

ほか、学芸員・職員が個別のテーマ研究を展開している。

## 常設展示

### 導入展示
- 山梨の舞台 - 山梨県内全域の衛星写真を模式的に立体化した模型が置かれている。山梨が高峻な山々に囲まれつつも、他地域と結ばれていたことを示す展示。

### 鑑賞・学習型展示
常設展示は「山梨の風土とくらし」「甲斐を往き交う群像」「共生する社会」の三部構成。
「山梨の風土とくらし」において、「山に生きる」「里に暮らす」「城下町の賑わい」ではジオラマ展示が行われており、古文書や絵図資料、考古資料や民俗資料、聞き取り調査などに基づいて建物の模型や小道具、デフォルメされた人形が作成され配置されている。
「山に生きる」では、黒川金山での粉成の様子や「佐野山小屋見取図」に基づいた山中のそま小屋の様子、『甲斐叢記』に基づいた市川大門の紙漉小屋の様子、奈良田の焼畑農耕の様子などが再現されている。「里に暮らす」では近世のムラの営みと歳時記をテーマに、東部地域の養蚕民家がジオラマで再現されており、ノラのジオラマでは畑や水車小屋などが再現された情景模型で、米麦二毛作や綿花、煙草、果樹、里芋栽培など甲斐国の諸産業や四季の移ろいが表現されている。
「城下町の賑わい」では甲府城下町のジオラマが三台配置されている。甲府八日町（甲府市中央五丁目）札の辻にあった高札場のジオラマは『裏見寒話』や『甲府買物独案内』所載の「甲府繁栄之図」に基き城下町の入り口である高札場の番所や木戸、火の見櫓などが再現されており、同じく八日町にあった菓子商である升屋・若松屋前のジオラマでは、『甲斐廻手振』『甲府八日町初売之景』に基いて初売りの様子が再現され、初荷が積み上げられ人々が押し掛ける正月の様子が再現されている。柳町三丁目（甲府市若松町）の甲府道祖神祭りのジオラマでは、軒先に飾られた幕絵や辻に立てられたオヤマなど道祖神飾りが再現され、道祖神祭りの様子が復元されている。また、各ジオラマには甲府城下町の地下を流れていた甲府上水も再現されている。
- 山梨の風土とくらし - 原始から現代に至る山梨の自然と人との関わりに関する展示。
  - 自然の森の中で
  - 甲斐の誕生
  - 甲斐の黒駒
  - 水に取り組む
  - 戦国からのメッセージ
  - 山に生きる
  - 里に暮らす
  - 城下町の賑わい
  - 変貌する景観

- 甲斐を往き交う群像 - 山梨が閉じられた山国ではなく周囲に開かれた地域であったことを、甲斐源氏の活躍や甲州街道による江戸文化の往来など、具体的事象を通じて示す展示。
  - 信仰の足跡
  - 甲斐をかける武士達
  - 川を彩る高瀬舟
  - 道がつなぐ出会い
  - 江戸文化の往来
  - 転換期に向き合う
  - 巨富を動かす

- 共生する社会 - 近現代史をテーマに、自然と人間、人間と人間の共生を考える展示。
  - 地方病との戦い
  - 山梨と戦争
  - 明治40年の大水害

### 歴史の体験工房
- 遊びの現場
- 学びの現場
- 保存の現場
- 研究の現場
- なりわいの現場
- 重さの現場
- 記憶の現場
- 旅の現場
- リサイクルの現場
- 出会いの現場
- 歴史衣装の現場

### 情報コーナー、山梨発見エリア
- 資料閲覧室
- 情報端末
- 地域インデックス - 県内各地域の博物館・資料館などのパンフレット・チラシ類、ガイドマップなどが置かれている。

## 専門スタッフ
- 森原明廣（考古学、学芸課長）
- 網倉邦生（考古学）
- 丸尾依子（民俗学）
- 近藤暁子（美術工芸）
- 松田美沙子（美術工芸）
- 海老沼真治（古代・中世）
- 小畑茂雄（近現代）
- 中野賢治（歴史）
- 西願麻以（保存科学）

### 過去
- 遠山和男（副館長）→山梨県立考古博物館館長
- 中山誠二（考古学、学芸課長）→帝京大学文化財研究所客員教授、南アルプス市ふるさと文化伝承館館長
- 髙橋修（近世）→東京女子大学准教授
- 井澤英理子（美術工芸）→山梨県立美術館
- 植月学（古環境）→弘前大学准教授
- 沓名貴彦（保存科学）→国立科学博物館
- 西川広平（中世）→中央大学准教授
- 春原史寛（美術工芸）→武蔵野美術大学准教授

## 文化財

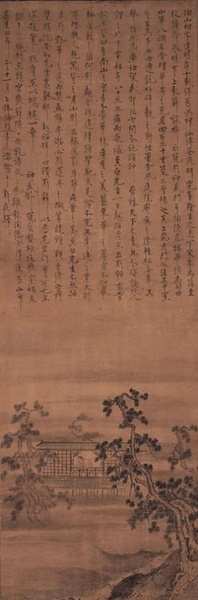
陶道明聴松図（陶弘景聴松図）

### 重要文化財
紙本淡彩陶道明聴松図 - 昭和24年2月18日指定
室町時代の詩画軸。画面寸法は縦90.0センチメートル、横29.4センチメートル。山中に書斎を構え隠棲する陶弘景（字通明、中国5-6世紀の文人）の姿を描いたもの。建長寺の禅僧天与清啓の画中賛文によれば嘉吉2年（1442年）の作。
絹本着色法然上人絵伝 - 平成22年6月29日指定
鎌倉時代後期の作。甲斐国における浄土真宗の拠点寺院であった等々力山万福寺（甲州市勝沼町等々力）の旧蔵品で、2幅の大画面に浄土宗開祖法然の生涯が描かれている。画面寸法は各縦153.7センチメートル、横110.5センチメートル。掛幅形式の絵伝が成立した初期の作例。初期の浄土真宗では布教の際の念仏勧化法として「絵解き」を行っており、万福寺を再興した源誓坊光寂により甲斐での布教に用いられたものであると考えられている。万福寺は江戸時代に転宗問題で寺勢が衰えて寺宝の多くが散逸し、本図をはじめ西本願寺所蔵の親鸞聖人絵伝や東京藝術大学・シアトル美術館所蔵の源誓上人絵伝などが旧万福寺所蔵品として現存している。平成17年5月2日、山梨県指定有形文化財に指定され、平成22年国の重要文化財に指定された。

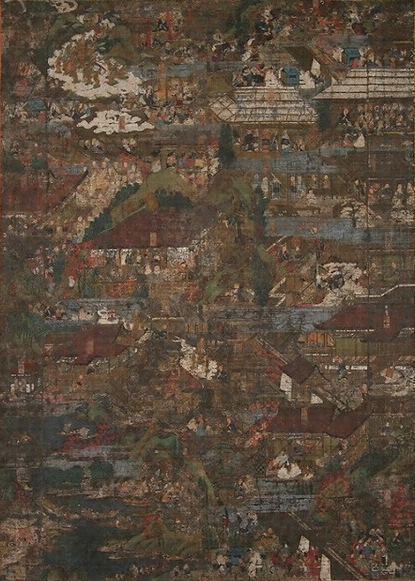
法然上人絵伝（第二幅）
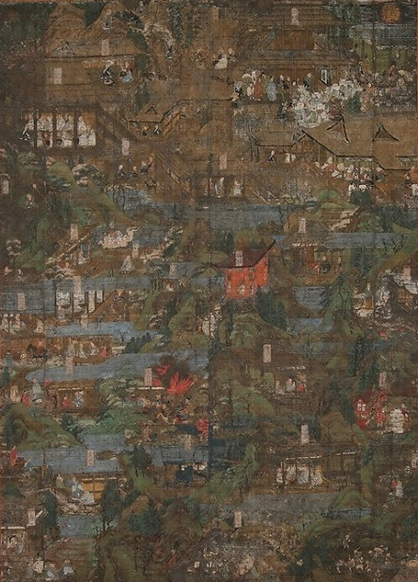
法然上人絵伝（第一幅）

### 県指定有形文化財
甲府道祖神幕絵 - 平成16年5月6日指定
江戸の浮世絵師である初代歌川広重・二代広重が甲府道祖神祭に際して描いた2幅の幕絵。「東都名所目黒不動の瀧」は初代広重の作品で、広重の得意な江戸名所図が描かれている。初代広重は天保12年（1841年）にが甲府緑町（甲府市若松町）の町人に招かれ、甲府滞在の様子は広重の『甲州日記』に記されており、幕絵のほか屏風絵や襖絵など多くの作品が制作されている。初代広重の手がけた幕絵は20枚以上制作されているが、多くは甲府空襲などで失われ現存する唯一の作例となっている。
「東都名所洲崎潮干狩図」は二代広重の作。二代広重は元治元年（1864年）に門弟を伴い甲府を訪れて幕絵を制作しており、大木家には二代広重らが手がけた肉筆画を貼り込んだ屏風が伝来している。
絹本着色五代目大木喜右衛門夫婦像 - 平成17年5月2日指定
浮世絵の様式で描かれた甲府商家大木家五代当主夫妻の肖像。画面寸法は各縦98.7センチメートル、横35.1センチメートル。天保12年（1841年）に初代歌川広重が甲斐を訪れ大木家に滞在した際に描かれたもので、大木コレクションのひとつ。広重は甲州紀行を『甲州日記』に記しているが、広重は同年4月5日に甲府を訪れているが同月23日から半年ほどの期間を経て同年11月に甲府を立つまでは中断期間があり、大木夫妻の肖像は夏の着物姿で描かれていることから、本像は中断期間の夏季に描かれたと考えられている。
木造蔵王権現立像 - 平成17年12月2日指定
平安時代後期の蔵王権現立像。像高は83.7センチメートル。一木造。伝来経緯は不明だが、甲信国境の金峰山信仰に関係する山岳信仰の像であると考えられている。
古瀬戸瓶、古常滑大甕 - 昭和43年12月12日指定
鎌倉時代の陶磁。1961年（昭和36年）、東八代郡一宮町（現・笛吹市）東原・金田地区において偶然に出土したもので、逆位で埋納された常滑大甕内部に瀬戸瓶子が納められていた。古常滑大甕は口径43.5センチメートル、肩部一面に五葉の矢羽根形の押型、肩部から胴部には灰緑色の自然釉がかかる。古瀬戸瓶子は口径3.8センチメートル、器高26.5センチメートル、全体に浅黄色の灰釉が流されている。これらは近世に富士川舟運が成立する以前の中世段階においても、富士川を通じた物資の流通路が存在していたことを示す資料として注目されている。
田辺家古文書等一括 - 平成17年5月2日指定
戦国期には武田家臣で黒川金山の金山衆、江戸時代の旗本家である田辺家の文書群。員数は90点。2001年（平成13年）に収蔵。田辺家の家系に関する家政文書や武田氏や徳川家康らが認可した金山採掘や問屋経営、土地収益など諸権利に関する文書など。
甲州道中図屏風 - 平成17年5月2日指定
江戸時代後期の道中図。六曲一双の屏風絵。横長の巻子（かんす）形式の絵を屏風に貼り込んだものであり、屏風自体の寸法は各隻とも縦176.0センチメートル、横368.0センチメートル。2007年（平成19年度）に修理が行われた。奥付等はなく、後筆で「身延詣図右」「身延詣図左」の注記が見られ、右隻には27場面、左隻には21場面の計48場面が描かれている。各絵の横幅は一定していないが、縦は27センチメートルで統一されており、屏風の二扇ないし三扇にまたがる絵も存在することから、本来は巻子状に仕立てられたもので、後に何らかの事情で屏風絵に仕立て直されてものと考えられている。
各絵は場所が特定されるものも多く、各絵では太陽が描かれた昼景や松明を持った夜景の様子など時間的表現が見られ、作者と考えられる旅行者も描かれている。各絵は概ね旅程順に配置されているが一部に地理的順序の錯綜が見られ、巻子から屏風に仕立て直される際に生じたものであると考えられている。旅程は江戸から甲州街道を経て高野山参詣、甲府城下を経て湯村・昇仙峡、身延参詣へ赴き途中懸腰寺へ立ち寄り、鰍沢口留番所を経て身延山に至り、東海道経由で芦ノ湖を経て江戸へ帰還する行路で、名所の旧跡が描かれているほか現在では開発で見られなくなっている風景や民俗が描かれている点も注目されている。また、旅行の時期は8月中旬と推定されている。
年紀・作者等は一切不明であるが、各絵の分析から作成年代は幕末期で、美術史的にも江戸後期狩野派の影響が指摘されている。作者に関しては画中に描かれる二人連れの武士の姿が各所に散見されるが素性については不明。描かれている名所には武田氏や日蓮に関する旧跡が多いことから、一定の目的を持った旅であると考えられている。
2007年度に行われた修理作業において、屏風裏貼から横浜遊郭の名簿が発見され、屏風への仕立ては横浜で行われた可能性が考えられている。
市河家文書 - 平成22年3月31日指定
甲斐国市河荘を発祥とする信濃豪族市河氏の子孫家に伝来した文書群のうちの一部で、「釧路市河家文書」とも言われる。「山本菅助」文書を含み、員数は91点。2009年に所蔵者より購入。

## 屋外

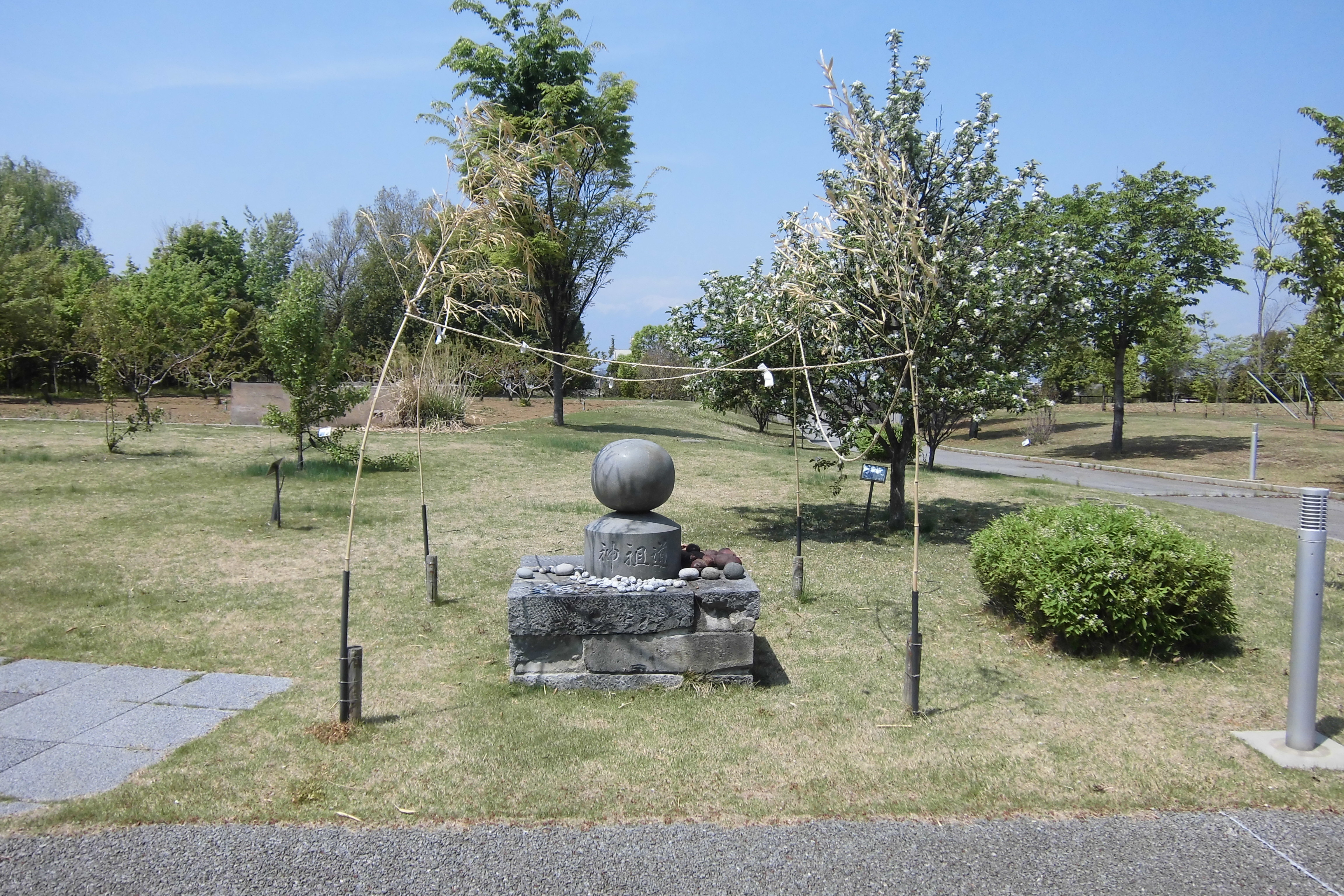
道祖神

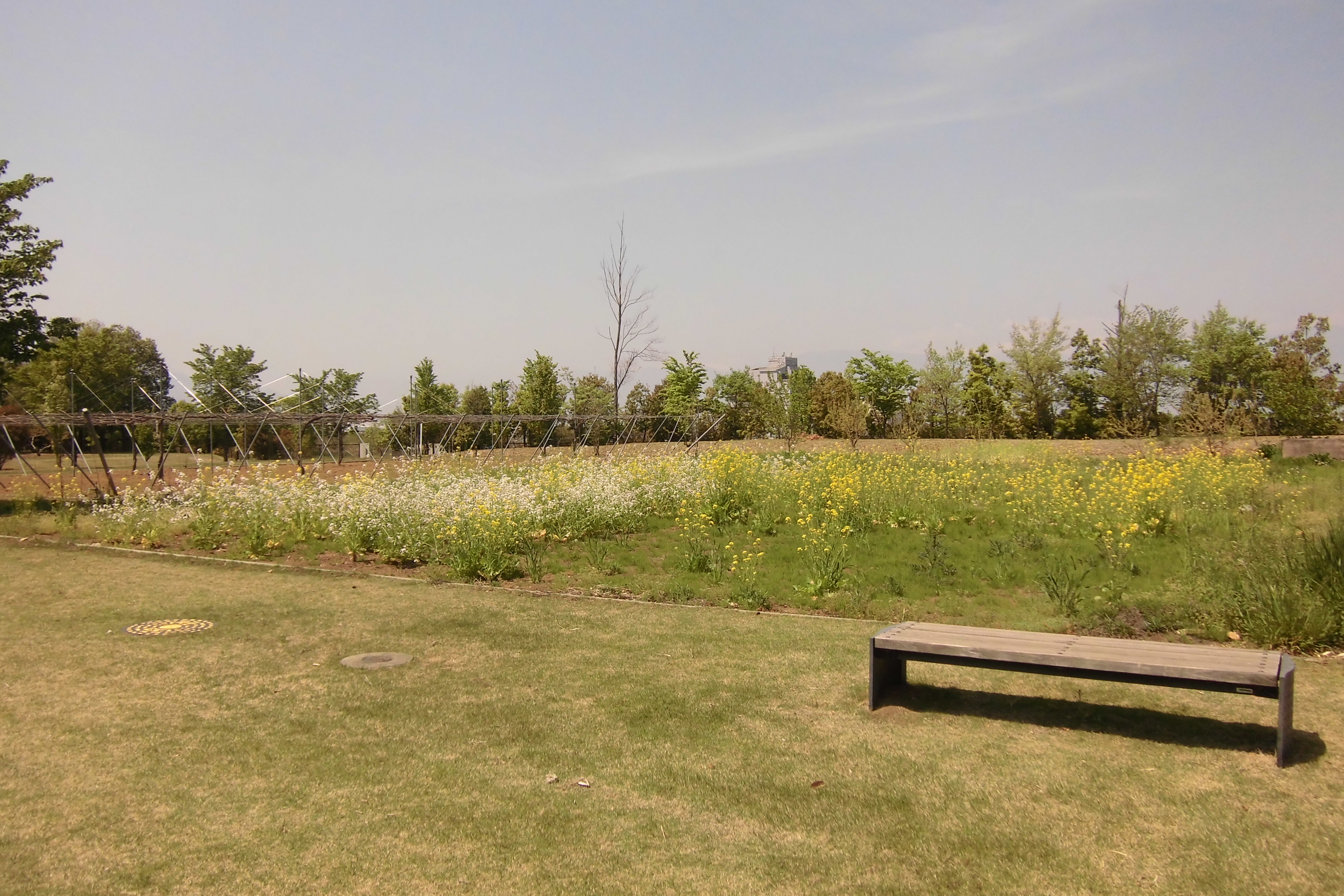
古代の畑（画像は4月下旬）

野外には、身延町小原島で発見された化石を含む古富士川海峡の砂岩や鰍沢河岸に植えられていた松、甲府市上石田自治会所有であった道祖神などの展示物がある。
ほか、敷地内にはシンボルツリーのヤマナシの木をはじめ、明治以前から山梨県内に生息していた約4万種の草木が植えられているほか、「みのりの里」では山梨県の特産品で「甲州八珍果」と総称されたモモやブドウなどの果樹林があり、県指定天然記念物の果樹を接木により保存する試みが行われている。
また、「古代の畠」では八幡芋や大塚ニンジンなど山梨県の伝統野菜などを栽培しており、秋に収穫物を賞味する「かいじあむ収穫祭」が開催されている。アワやキビ、イネを栽培して石器による収穫実験を行い石器の使用痕を分析するなど、研究においても利用されている。

## 建築概要
元知事の天野建がバリアフリーへの強い意向を持っていたことや、計画段階から保存科学担当の学芸員が参加していたことから文化財の保存状態が考慮され、建物は平屋となっている。
- 鉄筋コンクリート造、平屋建
  - 敷地面積 - 約65,000m2
  - 建築面積 - 約9,690m2
  - 延床面積 - 約8,760m2
  - 展示部門 - 約2,765m2
  - 収蔵部門 - 約1,458m2
  - 教育・交流部門 - 約479m2
  - 管理部門 - 約695m2
  - 調査・研究部門 - 約410m2
  - 共用部門 - 約2,010m2
  - 機械部門 - 約943m2

## 利用情報

### 開館時間
- 9:00 - 17:00（ただし入館は16:30まで）

### 休館日
- 火曜日（但し火曜日が祝日の場合は開館し、翌日の水曜日が休館となる）
- 祝日の翌日（但し土曜日が祝日の場合、翌日の日曜日は開館となる）
- 12月29日から1月1日まで。

### 入館料
- 大人500円、大学生・高校生210円、中学生・小学生100円
20名以上の団体は大人400円、大学生・高校生160円、中学生・小学生80円
- 県民の日条例第5条に基づき、11月20日の「県民の日」には、県有施設入館無料。

## 交通アクセス
- JR甲府駅から
  - 南口5番乗り場（一部北口2番乗り場）より富士急バス「富士山駅」行に乗車、「山梨県立博物館」バス停にて下車
- JR石和温泉駅から
  - 富士急バス「富士山駅」行、「鶯宿」行、「奈良原」行のいずれかに乗車、「山梨県立博物館」バス停にて下車
  - 徒歩約35分
- 富士山麓電気鉄道富士急行線富士山駅、河口湖駅から
  - 富士急バス「甲府駅」行、「甲府駅北口」行のいずれかに乗車、「山梨県立博物館」バス停にて下車
- 新宿駅から
  - バスタ新宿より中央高速バス甲府線（甲府南経由）に乗車、「中央道御坂」バス停にて下車、徒歩約15分
- 車を利用する場合
  - 中央自動車道一宮御坂ICから車で約8分

## 當代遺跡・大ネギ遺跡
当博物館の立地する笛吹市御坂町域にあたる甲府盆地東部の笛吹川左岸地域は、近隣に縄文時代中期の大規模集落遺跡である花鳥山遺跡をはじめとした縄文遺跡が分布しており、また古代甲斐国の政治的中心に地域に属していたことから平安時代の集落遺跡も見られる。特に隣接する県教育センター敷地内には平安時代の集落遺跡で祭祀遺物や動物遺体が出土している地耕免遺跡が所在しており、当初は博物館の建設予定地内も遺跡の一部であると考えられ、2002年（平成14年）5月には地耕免遺跡の一部として調査が開始された。
博物館の建設予定地や駐車場、緑地など予定施設内全域にわたる試掘調査が行われた結果、地耕免遺跡は博物館敷地内には及んでいないことが判明し、敷地南東縁から縄文時代前期末の當代遺跡、建物予定地からは平安時代の大ネギ遺跡と新たに2か所の小規模な遺跡と、それに伴う遺物が新たに検出された。同年8月には改めて當代遺跡・大ネギ遺跡の本格的な発掘調査が開始された。當代遺跡は竪穴建物跡1軒、土坑1基が検出され、前期終末期の建物内からは縄文土器の土器片や台石、石皿などの石器群が出土している。建物内には土器式埋甕炉が存在し、これは県内で類例が見られない特殊な形式であることから注目されている。
大ネギ遺跡は幅1メートルの溝状遺構が確認されており、土師器や灰釉陶器などの土器類に伴い県内で類例の少ない土錘が出土している。